# Recibos verdes
Les recibos verdes (reçus verts) sont un régime de droit du travail du Portugal.

## Histoire
À l’origine créées pour les professions libérales dans le courant des années 1980, les recibos verdes concernent environ 20 % des actifs portugais, considérés comme des prestataires de service indépendants (contre un peu plus de 21 % en 2007, avec 1,2 million pour 5,6 millions d’actifs. Les travailleurs recibos verdes, considérés comme indépendants, n’ont aucun des droits d’un salarié (congés, indemnités chômage, indemnités maladie)). Malgré l’obligation, la plupart des recibos verdes ne cotisent pas à la Sécurité sociale, leurs revenus étant trop faibles. De plus, leur employeur peut cesser du jour au lendemain de recourir à leurs services.
L’État emploie environ 140 000 personnes sous ce régime.
Le phénomène est entré dans le débat public après 2007 et la création du mouvement Ferve (Fartos d’estes recibos verdes, ras-le-bol de ces reçus verts) par Myriam Zaluar, tous les partis se prononçant contre début 2009

## Sécurité sociale
La première année où un travailleur travaille sous le régime des recibos verdes, il n’a aucune obligation de cotisation à un régime de sécurité sociale, étant considéré comme un travailleur indépendant. À la fin de la première année, il existe deux possibilités :
- l’entreprise fait elle-même les versements à la sécurité sociale ;
- la personne concernée arrête de travailler avec les recibos verdes, et est alors considéré comme un travailleur free-lance. Dans ce cas, elle doit assurer le paiement de cotisations à la sécurité sociale elle-même, dès qu’elle dépasse le plafond de six fois la valeur de l’index des aides sociales (mais alors l’inscription à la sécurité sociale est facultative) ; il existe dix échelons de cotisations, selon les revenus perçus. Chaque travailleur est libre de changer d’échelon, pour augmenter la part de revenu disponible.

En [Quand ?], les échelons sont :
1. 596,79 € ;
2. 795,72 € ;
3. 994,65 € ;
4. 1.193,58 € ;
5. 1.591,44 € ;
6. 1.989,30 € ;
7. 2.387,16 € ;
8. 4.774,32 €.

La contribution minimale (échelon pour un revenu inférieur à 596,79 €) est de 159 euros.
Les travailleurs recibos verdes choisissent souvent l’échelon inférieur, mais par la suite toutes leurs prestations (assurance maladie, congé maternité) sont calculées en fonction de l’échelon choisi.

## Source
- (pt) Cet article est partiellement ou en totalité issu de l’article de Wikipédia en portugais intitulé « Trabalhador independente (Portugal) » (voir la liste des auteurs).